# Rónán
Rónán  è un nome proprio di persona irlandese maschile.

## Varianti
- Forme anglicizzate: Ronan[1]

## Origine e diffusione

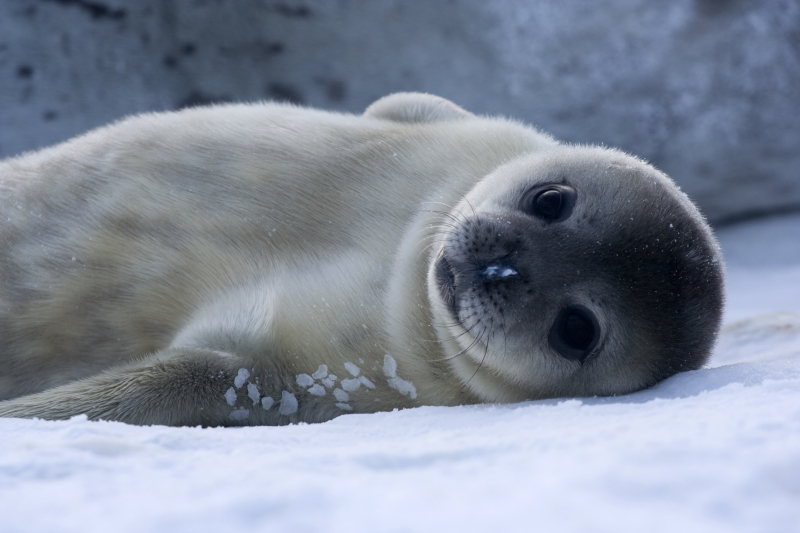
Un cucciolo di foca di Weddell

Antico nome irlandese, oggi diffuso anche nei paesi anglofoni e in Francia nella forma Ronan; si basa sul termine ron ("foca") con l'aggiunta di un suffisso diminutivo, quindi significa letteralmente "piccola foca". Dal punto di vista semantico, è affine al nome di origine greca Foca.

## Onomastico
Il nome è stato portato da una dozzina di santi, il cui nome è talvolta italianizzato in "Ronano"; l'onomastico si può quindi festeggiare in date diverse, fra le quali:
- 9 febbraio, san Ronan, vescovo di Lismore[3]
- 1º giugno, san Ronan di Cornovaglia (o di Locronan, o di Quimper), vescovo, eremita, evangelizzatore in Cornovaglia, Inghilterra e Bretagna[3][4]
- 18 agosto, san Ronan, monaco a Iona[3]

## Persone

### Variante Ronan

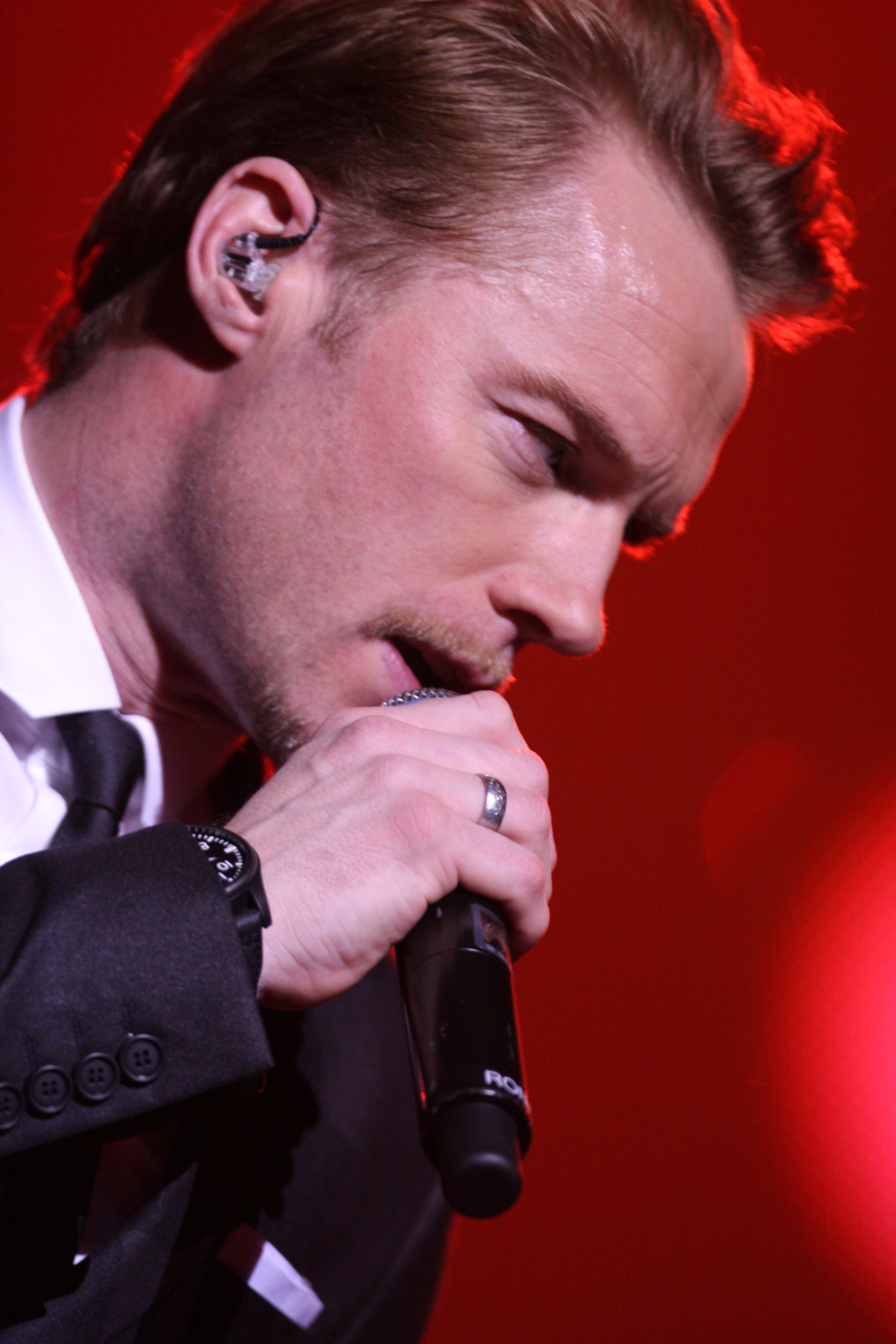
Ronan Keating

- Ronan di Quimper, vescovo e santo irlandese
- Ronan Bennett, scrittore britannico
- Ronan Gustin, schermidore francese
- Ronan Harris, cantante e musicista irlandese
- Ronan Keating, cantante irlandese
- Ronan Le Crom, calciatore francese
- Ronan Leaustic, arbitro di calcio francese
- Ronan O'Gara, rugbista a 15 e allenatore di rugby irlandese
- Ronan Pensec, ciclista su strada e ciclocrossista francese
- Ronan Quarmby, pilota motociclistico sudafricano
- Ronan Salaün, calciatore e allenatore di calcio francese

## Il nome nelle arti
- Ronan l'accusatore è un personaggio dei fumetti Marvel Comics.